# 昇陽中学校・高等学校
昇陽中学校・高等学校（しょうようちゅうがっこう・こうとうがっこう）は、大阪府大阪市此花区朝日一丁目にある私立中学校・高等学校。

## 概要
吉川竹三郎によって創設され、後にイカリソース創始者である木村幸次郎へ譲渡された。普通科と福祉科を併設している。またかつては商業科を設置していた。
普通科には特進コース、進学Ⅰ・Ⅱ・Ⅲコースのほか、看護師を目指す看護・医療系進学コース、公務員チャレンジコース、民間企業就職の実践力を養うビジネスコース、プログラム・ドローン・eスポーツ・グラフィックなどを極めるITフロンティアコース、教育系大学への進学を実現する保育教育コース、プロを養成するパティシエコースを設置する。パティシエコースでは製菓の専門授業も開講されている。また大阪府の高等学校でも数少ない福祉科を設置し、介護福祉士を目指す福祉コース、福祉系大学への進学をめざす福祉進学の2コースに分かれて学習する。
2009年度より男女共学の淀之水学院昇陽中学校（2010年昇陽中学校に改称）を敷地内に併設し、中高一貫教育を開始した。
校歌はもず唱平作詞、キダ・タロー作曲である。

## 沿革
1924年3月27日、淀之水女学校として東淀川区（現・北区）長柄北通に開校した。翌1925年には此花区酉島町（現・酉島）に移転した。1944年5月には淀之水高等女学校に改編されている。
1945年6月1日の第二次大阪大空襲で校舎を全焼した。伝法国民学校（現・大阪市立伝法小学校）、次いで旧芦分国民学校跡（現・福島区野田六丁目）に仮校舎を設置したのち、1949年に現在地に校舎を建てて移転している。

### 年表
- 1924年3月 - 淀之水女学校として開校。
- 1925年2月 - 此花区酉島に移転。
- 1944年5月 - 財団法人淀之水高等女学校に改編。
- 1945年
  - 6月 - 大阪大空襲で校舎全焼。
  - 8月 - 伝法国民学校内に仮校舎を設置。
- 1946年6月 - 旧芦分国民学校跡に移転。
- 1948年 - 学制改革により、新制淀之水高等学校となる。
- 1949年5月 - 現在地に移転。
- 1968年 - 商業科を開設。
- 1999年 - 福祉科を開設。
- 2004年 - 商業科を廃止。普通科ビジネスコースへ改編。
- 2009年 - 淀之水学院昇陽中学校（男女共学）が開校。
- 2010年 - 高等学校の男女共学化。昇陽中学校・高等学校へ校名変更。
- 2011年 - 普通科に特選コース・進学コース・看護・医療系進学コース・公務員チャレンジコース・ビジネスコース・パティシェコース、福祉科に福祉コース・保育福祉コースを設置する。
- 2012年 - 高校の完全男女共学化。
- 2020年 - ビジネスコースをビジネス/ITフロンティアコースに改称、進学コースを進学Ⅰ・Ⅱ・Ⅲコースに分化、城山グラウンドの人工芝が完成。
- 2021年 ‐ 保育福祉コースを、福祉科から普通科に移動。保育教育コースに名称を改める。

## 出身者
- 田辺聖子 - 作家
- 森さくら - 卓球選手
- 伊藤美誠 - 卓球選手、2019年卒業
- 橘八重龍誠 - 野球選手
- 海原やすよ ともこ - 姉妹漫才コンビ、姉妹ともに同校の出身

## アクセス
- 阪神なんば線 千鳥橋駅 徒歩5分
- 大阪環状線・JRゆめ咲線・阪神なんば線 西九条駅 徒歩6分